# 老司机带带我
《老司机带带我》，是带有中国云南山歌特色的歌曲，約於2004年至2006年間灌錄，2008年被上傳到互聯網後，在2010年代持續爆紅。為一系列新編「雲南山歌」中最有名的一首。其版本众多，但曲调类似，因其雷人、帶有直白性暗示內容的歌词而在上爆红。

## 简介
《老司机带带我》是一首以彝族左脚舞曲调为基础，进行重新编词的“山歌剧”歌曲。虽然该歌曲演唱者众多，每位演唱者的版本也有所不同，但歌词大致内容都是两名女性为搭便车而对男性“老司机”进行挑逗。在最早的版本中，“老司机”紧守道德底线，倡导文明礼貌，最后伸出助人为乐之手，帮助女性乘客前往赛歌场。在之后某一版本中，驾驶挂有纸牌的三轮车的“老司机”面对女性的挑逗不为所动，但歌词已经开始出现直白露骨的倾向。之后的版本则完全变成“老司机”与招車女性之间的互相挑逗，歌词内容也变得更为露骨，出现大量性暗示内容。
由于其歌词內容，“老司机”一词也为中国大陆與台灣網際網路上对发布色情图文视频等资源者的代称，分享色情资源的行为则被称为“发车”或“开车”。 分享之資源若不被「乘客」（接受分享者）們接受與喜歡，則稱「跳車」；至於「翻車」，指分享之連結因遭網際網路審查等而消失或失效。